# Вачаев, Анатолий Васильевич
Анатолий Васильевич Вачаев (1936—2000) — советский и российский инженер, учёный-металлург, кандидат технических наук (1972), профессор (1997).
Автор более 250 научных работ по широкому кругу научных проблем, начиная от разработки месторождений полезных ископаемых и металлургии до теплофикации и квантовой техники. Автор плазмоида Вачаева, соавтор установки Вачаева-Иванова.

## Биография
Родился 14 сентября 1936 года в селе Логовка, Бакалинского района, Башкирской АССР, упраздненном в 1986 году.
В 1964 году окончил Магнитогорский горно-металлургический институт (ныне Магнитогорский государственный технический университет) по специальности «Подземная разработка месторождений полезных ископаемых». Остался обучаться в аспирантуре и в этом же вузе в 1972 году защитил кандидатскую диссертацию: «Рациональные параметры отбойки руды тонкожильных месторождений» — Магнитогорск, 1972. — 133 с. : ил. Важную роль в его становлении как ученого сыграли доктора технических наук, профессора — П. Э. Зурков и Н. И. Иванов.
А. В. Вачаев внес значительный вклад в развитие промышленных предприятий города Магнитогорска. Он был одним из авторов диагностики материалов и печей ультразвуковыми генераторами, интенсификации тепло- и массопереноса с помощью ультразвука, бескоксового испарительно-конденсационного метода получения чугуна и стали. Им было получено несколько авторских свидетельств и патентов.
После многих лет работы горным инженером, Анатолий Васильевич пришел работать в Магнитогорский горно-металлургический институт, где с 1978 по 1981 год занимал должность заведующего кафедрой теплогазоснабжения и вентиляции (ТГСВ). С 1981 года работал доцентом кафедры теплоэнергетики и металлургических печей (ТиМП), где воспитал ряд кандидатов наук.В в1997 году ему было присвоено ученое звание профессора.
В Магнитогорском государственном техническом университете Николай Иванович Иванов и Анатолий Васильевич Вачаев с 1994 по 2000 год занимались вопросами и вели работы по холодному ядерному синтезу. Были созданы опытные образцы установок холодного ядерного синтеза («Энергонива» и «Энергонива-2»).
Умер в Магнитогорске в 2000 году, где и был похоронен на Левобережном кладбище.
А. В. Вачаев был награждён знаком «Отличник высшей школы СССР».
Работы:
- Металлы и огнеупоры в теплоэнергетике : Учеб. пособие / А. В. Вачаев; Магнитогор. горно-металлург. ин-т им. Г. И. Носова. — Магнитогорск : МГМИ, 1991. — 83,[1] с. : ил.; 21 см.
- Теплофизические и электромагнитные свойства твердых тел : Учеб. пособие / А. В. Вачаев; Магнитогор. горно-металлург. ин-т им. Г. И. Носова. — Магнитогорск : МГМИ, 1991. — 83 с. : ил.; 20 см.
- Отопление, вентиляция, кондиционирование воздуха и холодоснабжение : Учеб. пособие / А. В. Вачаев; Магнитог. гос. горно-металлург. акад. им. Г. И. Носова. — Магнитогорск : МГМА, 1995. — 79 с. : ил.; 20 см; ISBN 5-230-10749-9 : Б. ц.
- Ультразвуковая дефектоскопия, диагностика и технология в металлургической теплотехнике / А. В. Вачаев; Под ред. Н. И. Иванова; Магнитогор. гор.-металлург. ин-т им. Г. И. Носова. — Магнитогорск : МГМИ, 1989. — 98 с. : ил.; 21 см.
- Природные циклы Земли : Учеб. пособие / Н. И. Иванов, А. В. Вачаев; Магнитог. гос. горно-металлург. акад. им. Г. И. Носова. — Магнитогорск : МГМА, 1996. — 90 с. : ил.; 21 см.
- Теплоутилизационные аппараты : Учеб. пособие / Г. А. Павлова, А. В. Вачаев; М-во образования Рос. Федерации. Магнитог. гос. техн. ун-т им. Г. И. Носова. — Магнитогорск : МГТУ им. Г. И. Носова, 2000. — 68 с. : ил., табл.; 21 см; ISBN 5-89514-168-4.
- Основы теплогазоснабжения и вентиляции : (Введ. в специальность) : Учеб. пособие : [Для студентов 1 курса по спец. 290700 — Теплогазоснабжение и вентиляция, 290500 — Гор. стр-во и хоз-во] / С. А. Голяк, Г. А. Павлова, А. В. Вачаев; М-во образования Рос. Федерации, Магнитог. гос. техн. ун-т им. Г. И. Носова. — [3-е изд.]. — Магнитогорск : МГТУ, 2004. — 67 с. : ил.; 21 см; ISBN 5-89514-247-8 : 100.